# Essani
L'Essani est une danse funéraire qui se fait en pays Beti au Cameroun. C'est une tradition instaurée par les ancêtres Beti. Elle glorifie un défunt. C'est à travers cette danse que l'on accompagne la famille éprouvée et par ricochet elle annonce également aux ancêtres l'avenue de leur fils/fille pour l'au-delà.

## Origines
Il est par ailleurs aussi dit en pays Beti que cette danse tire ses origines des guerres intercommunautaires, qui se déroulaient au temps des aïeux Beti. Lorsqu'un guerrier venait à perdre la vie au combat, on exécutait cette danse de séparation et de transition entre les deux mondes: la vie et la mort.
L'essani est un voyage et une danse de retrouvailles, qui se pratique uniquement en territoire Beti, un groupe ethnique du Cameroun composé des Ewondo en majeur partie , des Fang, des Eton, des Bulu, des Mvae, des Bene, des Etenga, des Manguissa.

## Déroulement
Aujourd'hui, l'Essani est principalement un rite que l'on effectue pour célébrer la bravoure d'un homme ou d'une femme. Le rite permet de rendre hommage à la personne décédée, tout en rendant hommage à la personne qu'elle a été de son vivant, et aussi célébrer ses différents mérites, et  réalisations. 
L'orchestre de l'Essani est d'habitude composé des anciens qui maitrisent le rythme du son. C'est eux qui réussissent le plus souvent à produire cette sonorité avec toute l'exactitude possible. Ceci à l'aide des tambours et des balafons. Les personnes qui sont invités à rejoindre la scène sont les membres de la famille, les proches, et de nos jours même les amis du fait de l'évolution.    
L'Essani a été complètement assimilé à l'ambiance du deuil. Il dure environ 10 à 15 minutes pendant la cérémonie mortuaire.   
Selon les Beti, ce rituel est la preuve vivante de l'impuissance de l'homme face à la condition humaine .